# Barrage Sepulveda
Le barrage Sepulveda  (en anglais : Sepulveda Dam) est un barrage au sud du centre de la vallée de San Fernando, en Californie.
Barrage « sec », il a été construit en 1940-1941 par le Corps du génie de l'armée des États-Unis pour retenir les eaux de crue hivernales le long du fleuve Los Angeles.
Derrière le barrage, le bassin Sepulveda (Sepulveda Basin) abrite plusieurs grandes zones de loisirs, dont le parc Woodley (en), un terrain d'aéromodélisme, The Japanese Garden (en), une réserve faunique, une usine de récupération des eaux et une armurerie. La zone proche de ce barrage devrait accueillir plusieurs épreuves des Jeux olympiques d'été de 2028.
Le site a été utilisé pour des scènes du film New York 1997 (1981) par exemple.

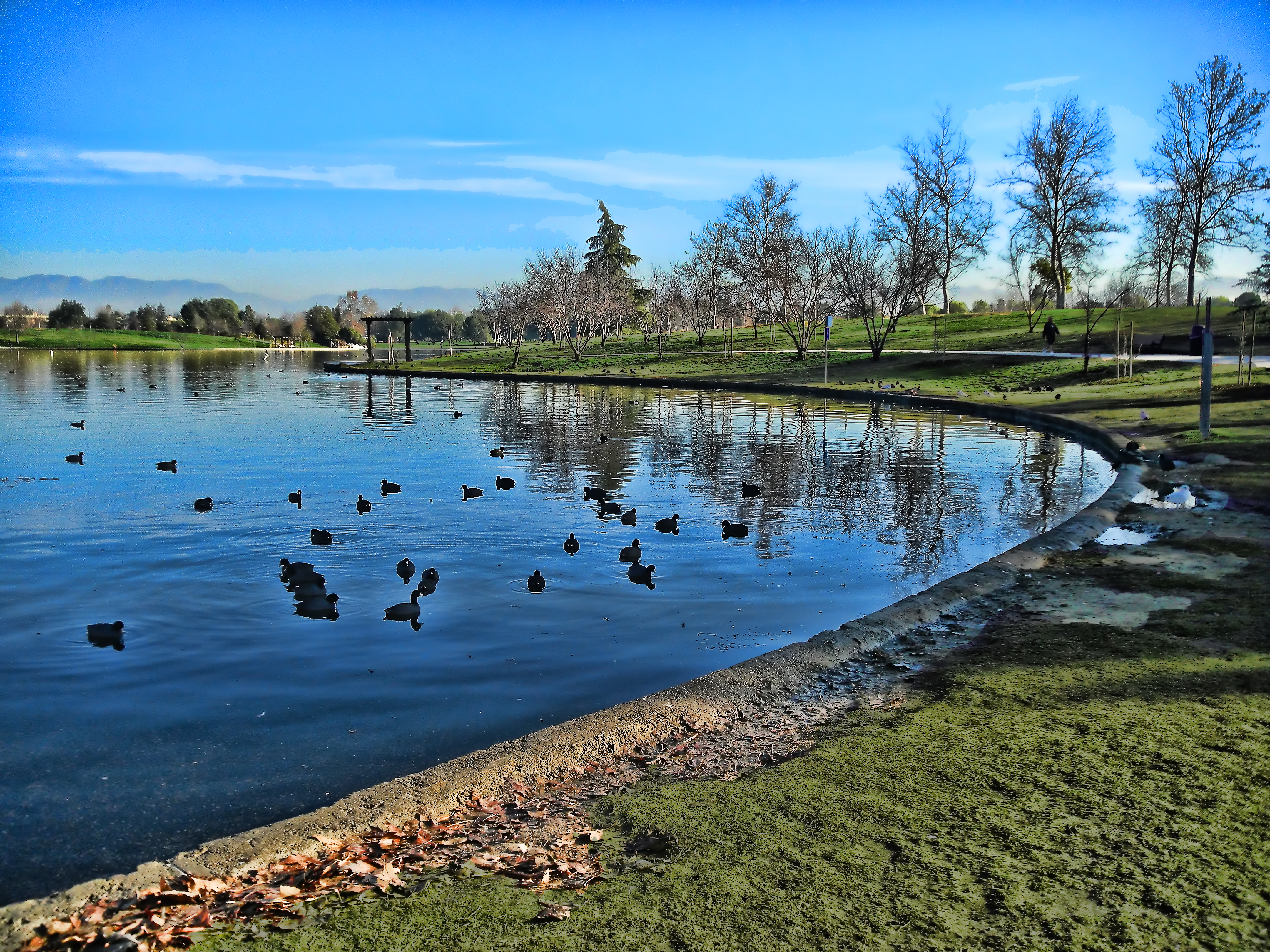
Le lac Balboa, un des lacs créé par le barrage dans le bassin Sepulveda.